# 羅卡富埃爾特縣
羅卡富埃爾特縣（西班牙語：Cantón Rocafuerte），是厄瓜多爾的縣份，位於該國西部，由馬納比省負責管轄，始建於1852年9月30日，面積280平方公里，2001年人口29,321，人口密度每平方公里104.72人。
0°55′12″S 80°27′36″W / 0.92000°S 80.46000°W